# کارل اسپرنگل

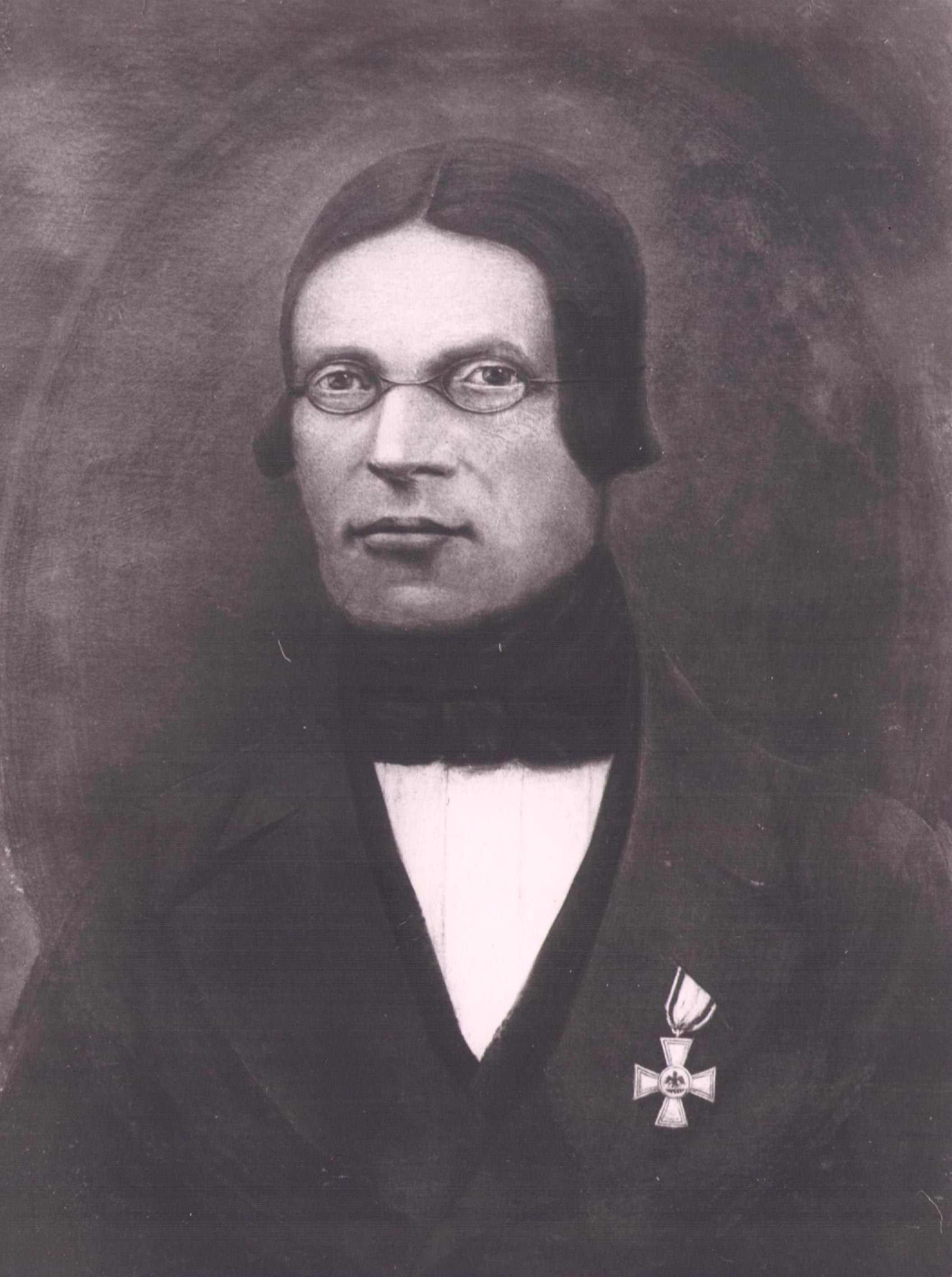
کارل اسپرنگل

کارل یا فیلیپ کارل اسپِرِنگِل (به انگلیسی: Karl یا Philipp Carl Sprengel) (زاده ۲۹ مارس ۱۷۸۷ – ۱۹ آوریل ۱۸۵۹) گیاه‌شناس آلمانی اهل شیلرسلاژ (اکنون بخشی از بورگدورف، هانوفر ) بود.
اسپِرِنگِل زیر نظر آلبِرِکت تائر (۱۸۲۸-۱۷۵۲) در سل کار می‌کرد. او سپس از ۱۸۰۸ تا ۱۸۰۴ با هاینریش آینهوف (۱۸۰۸-۱۷۷۸) در موگلین در زمینه مطالعات کشاورزی کار کرد. او بین سال‌های ۱۸۲۰ تا ۱۸۱۰ به سراسر جهان سفر کرد و ایده‌های کشاورزی در آسیا، آمریکا و بین‌النهرین را بررسی کرد. بین سالهای ۱۸۲۸ و ۱۸۲۱ او در گوتینگن در رشته علوم طبیعی تحصیل کرد و سرانجام در آنجا استاد شد. در اوایل دهه ۱۸۳۰ او به Regenwalde (رسکو) نقل مکان کرد، جایی که او سمت رئیس انجمن اقتصادی Pomorskie Towarzystwo Ekonomiczne (جامعه اقتصادی پومرانیا) را پذیرفت که تا پایان عمر آن را حفظ کرد. با برآورده شدن نیازهای مالی خود، سرانجام توانست به رویای خود جامه عمل بپوشاند و Regenwalde Akademie der Landwirtschaft (آکادمی کشاورزی در رسکو ) را تأسیس کند،  که در آنجا تدریس کرد، تحصیل کرد و تا زمان مرگش در سال ۱۸۵۹ زندگی کرد.
Sprengel تحت تأثیر (یکی از دانشجویان در Regenwalde Akademie der Landwirtschaft ) تئوری‌های فلیسین سایفنِفسکی ، اولین کسی بود که "نظریه حداقل" را در شیمی کشاورزی فرموله کرد، به این معنی که رشد گیاه توسط ماده غذایی ضروری در کمترین غلظت محدود می‌شود. این قاعده که اغلب به اشتباه به عنوان قانون حداقل لیبیگ به جاستوس فون لیبیگ نسبت داده می‌شود، در عوض بعدها به عنوان یک مفهوم علمی توسط لیبیگ رایج شد.

## آثار
- ۱۸۳۹: Die Lehre vom Dünger oder Beschreibung aller bei der Landwirthschaft gebräuchlicher vegetablilischer، animalischer und mineralischer Düngermaterialien، nebst Erklärung ihrer Wirkungsart ، لایپزیگ
- ۱۸۴۴: Die Bodenkunde oder die Lehre von Boden، nebst einer volständigen Anleitung zur chemischen Analyse der Ackererden از طریق آرشیو اینترنت